# هارمون إس. غريفز
هارمون إس. غريفز (بالإنجليزية: Harmon S. Graves)‏ هو محامي أمريكي، ولد في 4 أكتوبر 1870 في كامبريدج في الولايات المتحدة، وتوفي في 13 سبتمبر 1940 في غراند إزلي في الولايات المتحدة.